# 1292.
◄ | 12. stoljeće | 13. stoljeće | 14. stoljeće | ►
◄ | 1260-ih | 1270-ih | 1280-ih | 1290-ih | 1300-ih | 1310-ih | 1320-ih | ►
◄◄ | ◄ | 1289. | 1290. | 1291. | 1292. | 1293. | 1294. | 1295. | ► | ►►
Arhitektura • Astronomija • Glazba • Knjige • Književnost • Kršćanstvo • Medicina • Pravo • Promet • Znanost

## Smrti
- 4. travnja – Nikola IV., papa (* 1227.)
- 24. srpnja – Kinga Poljska, poljsko-ugarska svetica (* 1224.)

## Vanjske poveznice
|  | Zajednički poslužitelj ima još gradiva o temi 1292. |